# Лисрайан
Лисрайан (англ. Lisryan; ирл. Lios Riain, «Форт Риана») — деревня в Ирландии, находится в графстве Лонгфорд (провинция Ленстер).
В Лисрайне функционирует один из 25 пунктов сбора стеклотары в Лонгфорде.